# Souveraineté parlementaire
 (septembre 2019).
La souveraineté parlementaire est un principe constitutionnel et politique de certaines démocraties parlementaires selon lequel la souveraineté appartient au Parlement qui peut prendre toute décision qu'il juge nécessaire. Ce principe, également parfois appelé suprématie parlementaire, s'oppose parfois à la souveraineté populaire ou au constitutionnalisme.
La souveraineté parlementaire est une idée principalement développée en Angleterre au XVIIe siècle.
Eugène Pierre traduit bien dans son Traité de droit politique l’opinion commune au XIXe siècle : « la Chambre n’est liée ni par le texte des lois, ni par les décisions du suffrage universel. Elle est souveraine, d’une souveraineté absolue et sans réserve. »

## En droit britannique
La souveraineté parlementaire est le principe le plus fondamental de la Constitution du Royaume-Uni,, au point que la Constitution est parfois résumée (par simplification abusive) en une phrase : « Ce que la Reine-en-son-Parlement promulgue fait loi ». Il signifie notamment :

- qu'il n'existe aucune restriction ni limite au droit du Parlement du Royaume-Uni d'adopter et d'abroger toute loi comme il le souhaite ;
- que le pouvoir judiciaire ne peut donc abroger aucune loi ni aucune section d'aucune loi adoptée par le Parlement : le contrôle de constitutionnalité ne peut s'effectuer qu'à titre indicatif et ne peut contraindre le Parlement ;
- que le pouvoir exécutif ne peut donc exercer de veto sur les décisions du Parlement ;
- et que le Parlement ne peut contraindre les membres de législatures ultérieures : En bref, le Parlement est libre de s'affranchir des décisions qu'il a prises précédemment[3].

Le Parlement peut restreindre provisoirement sa propre souveraineté, mais demeure libre de se restituer à lui-même tout élément de souveraineté qu'il a délégué à d'autres instances. Ainsi, en faisant du Royaume-Uni un État membre de la Communauté économique européenne en 1973 puis de l'Union européenne en 1993, le Parlement britannique a accepté dans une certaine mesure l'exercice d'un droit communautaire supranational. La souveraineté du Parlement britannique a toutefois été préservée par le fait que le Parlement demeurait libre de révoquer cette délégation de pouvoirs, ce qu'il a fait avec le retrait du Royaume-Uni de l'Union européenne en 2020. De même, la dévolution de pouvoirs au Parlement écossais, au Parlement gallois et à l'Assemblée nord-irlandaise à partir de 1999 ne contrevient pas de jure au principe constitutionnel de souveraineté du Parlement du Royaume-Uni, car ce dernier conserve théoriquement le pouvoir de révoquer cette dévolution (même si une telle révocation serait politiquement inenvisageable).

## En droit belge
Depuis une quarantaine d’années, on observe en Belgique un changement dans les rapports entre le pouvoir judiciaire et le parlement. Le dogme de l’inviolabilité absolue des assemblées parlementaires est battu en brèche. Ces dernières doivent désormais rendre des comptes non seulement devant les électeurs mais aussi devant les juges.

## En droit canadien
Malgré l'entrée en vigueur de la Charte canadienne des droits et libertés, la souveraineté parlementaire demeure au cœur du droit constitutionnel canadien.